# Rana sierrae
Rana sierrae é uma espécie de anfíbio anuro da família Ranidae. Está presente nos Estados Unidos. A UICN classificou-a como em perigo de extinção.